# Clubiona proszynskii
Clubiona proszynskii är en spindelart som beskrevs av Mikhailov 1995. Clubiona proszynskii ingår i släktet Clubiona och familjen säckspindlar.
Artens utbredningsområde är Nordkorea. Inga underarter finns listade i Catalogue of Life.